# ارلینگ کلینگر
ارلینگ کلینگر (انگلیسی: ElringKlinger) شرکت صنایع سنگین آلمانی است، که در سال ۱۸۷۹ تأسیس شد.